# Орфинська Ольга В'ячеславівна
Ольга В'ячеславівна Орфинська (нар.. 19 червня 1958, Петрозаводськ, Карельська АРСР, РРФСР, СРСР) — радянський і російський історик. Фахівець з археологічного текстилю.
Старший науковий співробітник сектору досліджень історичних і традиційних технологій Російського науково-дослідного інституту культурної і природної спадщини імені Д. С. Лихачова.
Кандидат історичних наук (2001).

## Біографія
Ольга Орфинська народилася 19 червня 1958 року в Петрозаводську. Навчалася в Ленінграді, жила на Кавказі. В даний час живе в Москві.
Працює старшим науковим співробітником сектору досліджень історичних і традиційних технологій Російського науково-дослідного інституту культурної і природної спадщини імені Д. С. Лихачова (Інституту Спадщини).
В 2001 році захистила дисертацію на здобуття наукового ступеня кандидата історичних наук за темою «Текстиль VIII—IX ст. з колекції Карачаєво-Черкеського музею: технологічні особливості в контексті культури ранньосередньовічної Євразії».
Сфера наукових інтересів — дослідження археологічного текстилю, реконструкція костюмів за археологічними даними, текстильні технології, стародавні тканини.
Ольга Орфинська — є експертом проектів, пов'язаних з дослідженням текстилю в Державному історичному музеї, Державному музеї образотворчих мистецтв імені О. С. Пушкіна, музею-заповіднику «Московський Кремль», Інституті археології Російської академії наук (РАН), Центрі египтологічних досліджень РАН.
Постійний учасник експедицій Центру египтологічних досліджень РАН у Луксорі (Єгипет).

### Родина
- Батько: В'ячеслав Петрович Орфинский (нар. 1929) — радянський і російський історик архітектури, архитектурознавець, етнограф.